# Cantonul Gramat
Cantonul Gramat este un canton din arondismentul Gourdon, departamentul Lot, regiunea Midi-Pyrénées, Franța.

## Comune
| Comune       | Populație (1999) | Cod poștal | Cod INSEE |
| ------------ | ---------------- | ---------- | --------- |
| Alvignac     | 573              | 46500      | 46003     |
| Le Bastit    | 106              | 46500      | 46018     |
| Bio          | 256              | 46500      | 46030     |
| Carlucet     | 171              | 46500      | 46059     |
| Couzou       | 107              | 46500      | 46078     |
| Gramat       | 3.545            | 46500      | 46128     |
| Lavergne     | 410              | 46500      | 46165     |
| Miers        | 398              | 46500      | 46193     |
| Padirac      | 168              | 46500      | 46213     |
| Rignac       | 258              | 46500      | 46238     |
| Rocamadour   | 614              | 46500      | 46240     |
| Thégra       | 416              | 46500      | 46317     |
| Albiac       | 91               | 46500      | 46002     |
| Durbans      | 123              | 46320      | 46090     |
| Flaujac-Gare | 97               | 46320      | 46104     |
| Issendolus   | 519              | 46500      | 46132     |